# Grandi laghi delle Landes

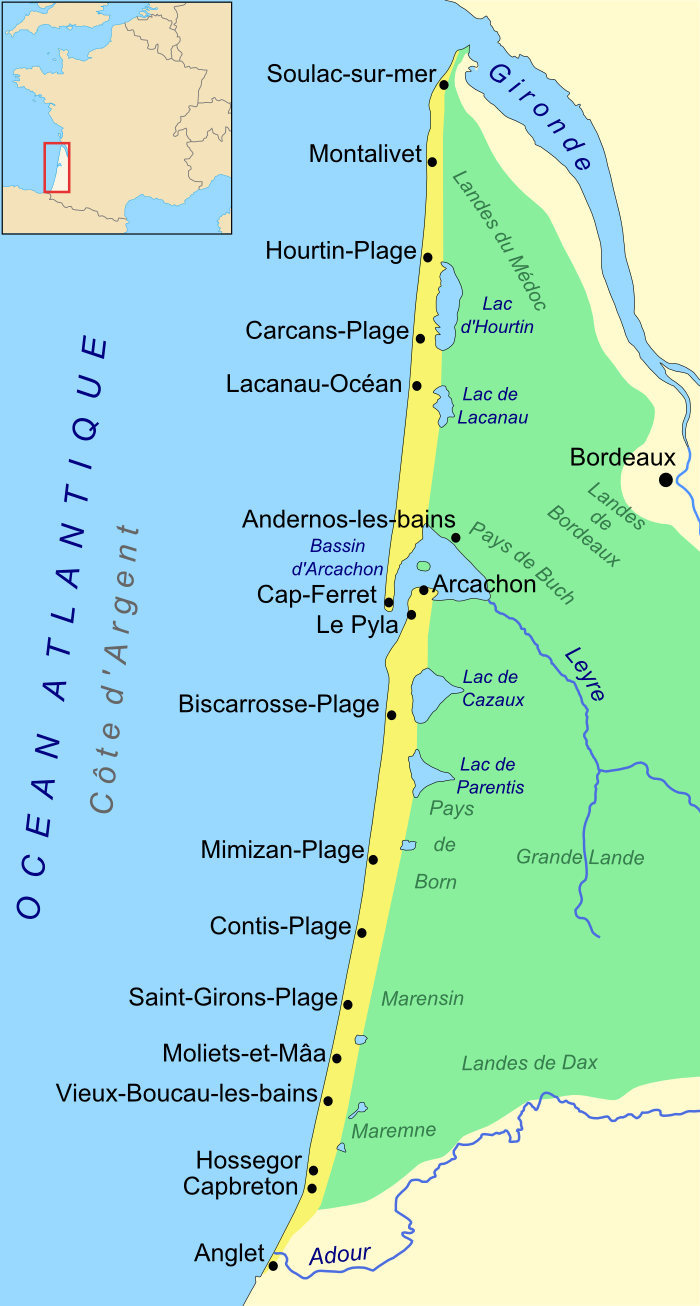
Ubicazione dei Grandi laghi delle Landes

I grandi laghi delle Landes è un gruppo di laghi situati lungo il litorale aquitano, dietro il cordone delle dune, nel sud-ovest della Francia. Il loro livello a pelo d'acqua sta fra i 15 ed i 18 m sul livello dell'Oceano Atlantico.
Essi si trovano nei dipartimenti della Gironda e delle Landes, nelle Landes de Gascogne e più precisamente nel Médoc, pays de Buch e pays de Born.
Con la formazione delle dune di sabbia lungo il litorale delle Landes, che impediva ai corsi d'acqua locali di sfociare rapidamente in oceano, si è creata una corona di zone umide (laghi, stagni, paludi). Fino alla fine del medioevo, le Landes non erano che una vasta zona umida e acquitrinosa, che verrà poi bonificata dall'uomo con il trascorrere dei tempi. Solo il bacino di Arcachon, alimentato dalla Leyre ed alcuni canali di scolo non si sono chiusi.

## Due grandi insiemi
Due grandi insiemi sono emersi da queste conformazioni (da nord a sud) :
- Il lago di Hourtin e di Carcans (Gironda), collegato al lago di Lacanau (Gironda), esso stesso collegato al bacino d'Arcachon
- Il Lago di Cazaux e di Sanguinet (tra Gironda e Landes), collegato tramite il canale delle Landes al bacino d'Arcachon a nord e allo stagno di Biscarrosse e di Parentis (Landes) a sud, a contorno del piccolo stagno di Biscarrosse (Landes), a sua volta esso stesso collegato allo stagno d'Aureilhan (Landes) la cui foce in oceano è costituita dal fiume courant de Mimizan.

## Classificazione
Di fatto il loro grande interesse biologico li rende oggetto di misure diverse di salvaguardia:  Sito Naturale Registrato, inventario ZNIEFF, iscrizione alla rete Natura 2000.